# 疏勒镇
疏勒镇，是中华人民共和国新疆维吾尔自治区喀什地区疏勒县下辖的一个乡镇级行政单位。

## 行政区划
疏勒镇下辖以下地区：
新市区社区、城关社区、阔纳巴扎社区、新世纪社区、纳丘克代尔瓦孜社区、克其齐代尔瓦孜社区、昆仑社区、赛克孜塔什一村、阔纳巴扎二村和纳丘克代尔瓦孜三村。